# Poonah
Poonah es una localidad de Trinidad y Tobago, que forma parte de la región de Couva-Tabaquite-Talparo.

## Geografía
La localidad abarca parte de la isla Trinidad y limita al norte y oeste con Bonne Aventure, al sur con Bon Lomond (localidad perteneciente a la región de Princes Town) y al este con Corosal y Eccles Village

## Demografía
Datos demográficos de la localidad de Poonah:
| Gráfica de evolución demográfica de Poonah entre 2000 y 2011 |
|                                                              |